# Disney Springs
Disney Springs est une zone commerciale de Walt Disney World Resort située à proximité de l'autoroute I-4 qui remplace Downtown Disney

## Historique
Le 14 mars 2013, Walt Disney World Resort annonce la rénovation et l'agrandissement de Downtown Disney et son renommage en Disney Springs pour 2016,. Le Marketplace à l'est et West Side à l'ouest restent presque inchangés tandis que la zone de Pleasure Island sera transformée en The Landing, inspirée d'un bord de mer. Au sud de ce bord de mer, une zone nommée Town Center permettra de relier les trois autres zones en devenant le centre de gravité et la nouvelle entrée de l'ensemble. De part et d'autre (sud du Marketplace et de West Side), deux structures de parkings sur étages seront construites. Le parking prévu côté ouest fait 400 pieds (121,92 m) par 850 pieds (259,08 m) et compte 5 niveaux permettant d'accueillir une partie des 6 500 véhicules cumulés dans les deux parkings. Le 12 mai 2015, Walt Disney World Resort poursuit la transformation de Downtown Disney en Disney Springs, avec la nouvelle phase du Town Center comprenant des boutiques internationales dans une architecture industrielle des années 1900 et un parking de 2 000 places.
Le 3 juin 2015, Disney annonce la fermeture du DisneyQuest de Downtown Disney et son remplacement en 2016 par un concept d'attraction/restaurant nommé NBA Experience, alors que NBA City à Universal Orlando Resort vient de fermer,,. Le 20 juillet 2015 , les travaux de construction d'un second parking à étages commencent au sein de Disney Springs.
Le 22 septembre 2015, le restaurant Jock Lindsey's Hangar Bar inspiré par Indiana Jones ouvre au Disney Springs. Le  24 septembre 2015, Disney prévoit d'annoncer la date d'inauguration de Disney Springs pour le 29 septembre 2016. Le 29 septembre 2015, une cérémonie est organisée pour officialiser le changement de nom du Downtown Disney en Disney Springs,,. Le 9 novembre 2015, Planet Hollywood annonce licencier ses 468 employés de Disney Springs en janvier 2016 en raison de 6 mois de travaux,.
Le 27 février 2016, le Reedy Creek Improvement District annonce un dépassement de 4 millions du budget de construction des parkings de Disney Springs avec l'apport de terre pour stabiliser le second parking, l'ajout de rails de sécurité, de nouvelles portes d'accès car le public utilise celle d'urgence, et d'un système électronique d'affichage pour la rampe d'accès à l'Interstate 4. Le 29 février 2016, Disney annonce que plus de 30 boutiques doivent ouvrir le 15 mai 2016 dans la nouvelle zone du Town Center de Disney Springs. Le 22 mars 2016, Disney annonce l'ouverture en mai d'un restaurant de burgers détenu en propre et nommé D-Luxe Burger ainsi que la carte proposée. Le 12 avril 2016, Disney annonce l'ouverture de la zone Town Center de Disney Springs pour le 15 mai 2016. Le 25 juin 2016, la chaîne Uniqlo annonce l'ouverture d'une boutique de 25 000 pieds carrés (2 323 m2) à Disney Springs pour le 15 juillet 2017,. Le 28 juin 2016, la chaîne californienne de vêtements Johnny Was ouvre une boutique au Town Center. Le samedi 2 juillet 2016, la Coca-Cola Store ouvre dans un édifice inspiré des usines d'embouteillages des années 1920,. Le 14 juillet 2016, la Bibbidi Bobbidi Boutique de Disney Springs déménage de la World of Disney pour un espace plus grand à côté de la boutique Once Upon a Toy.
Le 29 juillet 2016, la boutique d'accessoires de voyage Tumi ouvre à Town Center. Disney Springs a encore plusieurs projets prévus pour les mois à venir dont le restaurant The Edison, le nouveau Planet Hollywood ou Paddlefish, le remplaçant de Fulton's Crab House mais aussi NBA Experience en lieu et place de DisneyQuest. Le 10 octobre 2016, Disney Springs va accueillir un bar à vin de la société Wine Bar George fondée par le sommelier George Miliotes. Le 29 septembre 2016, Disney World annonce la construction d'un troisième parking silo à Disney Springs pour 2019 de plus de 2 000 places de l'autre côté de la Buena Vista Drive à proximité du Walt Disney World Casting Center,. Le 7 novembre 2016, Disney repousse la date de fermeture du DisneyQuest de Disney Springs à 2017 sans donner de nouvelles du projet NBA Experience. Le 22 novembre 2016, Planet Hollywood prévoit de rouvrir fin décembre son restaurant de Disney Springs sous le nom Planet Hollywood Observatory après une rénovation estimée à 25 millions d'USD.
Le 25 janvier 2017, le restaurant Paddlefish de Disney Springs, ancien Fulton's Crab House de Pleasure Island annonce ouvrir le 4 février,. Le 27 janvier 2017, le restaurant Planet Hollywood Observatory ouvre finalement ses portes, après un an de travaux et un délai de construction dépassé de 6 mois. Le 30 janvier 2017, Disney annonce la fermeture de DisneyQuest pour le 2 juillet 2017,. Le 9 avril 2017, la marque Disney Couture ouvre une boutique nommée The Dress Shop au Disney Springs. Le 17 avril 2017, le Planet Hollywood de Disney Springs dévoile sa nouvelle architecture, celle d'un observatoire de l'époque victorienne avec un rez-de-chaussée en brique, une terrasse extérieure, 4 étages dans une sphère recouverte d'une toile enduite de téflon permettant d'agrandir de 5 000 pieds carrés (464,5 m2) l'établissement. Le 5 juillet 2017, Disney World étend la commande en ligne de restaurants au D-Luxe Burger du Disney Springs.
Le 3 août 2017, la société The Void, en collaboration avec ILMxLAB et participant au programme Disney Accelerator, va ouvrir une salle de jeu virtuelle sur Star Wars à Downtown Disney et à Disney Springs, nommée Star Wars: Secrets of the Empire,,. Le 19 octobre 2017, Disney World dévoile le concept de la future attraction NBA Experience prévue en 2019 à Disney Springs,. Le 30 octobre 2017, le Patina Group annonce 3 restaurants italiens au Disney Springs, Maria & Enzo’s, Enzo’s Hideaway et Pizza Ponte pour fin 2017,. Le 21 novembre 2017, le Sun-Sentinel fait le point sur les projets du Disney Springs des 6 prochains mois, 8 restaurants dont 4 gérés par le groupe Patina et l'attraction en réalité virtuelle Star Wars: Secrets of the Empire. Le  18 décembre 2017, le Cirque du Soleil annonce un nouveau spectacle sur le thème de l'animation à Disney Springs pour remplacer La Nouba qui s'arrête le 31 décembre,.
L'ouverture du restaurant Maria & Enzo’s Ristorante a eu lieu le 5 janvier 2018. Le 20 mai 2018, le restaurant de 200 places et bar à vins Wine Bar George ouvre au Disney Springs. Le 27 octobre 2018, la boutique World of Disney rouvre conjointement avec celle de Californie (26 octobre) avec un concept plus actuel après des rénovations par phases. Le 4 novembre 2018, The Void ouvre à la réservation les attractions de réalité virtuelle sur Ralph 2.0 dont l'ouverture est prévue le 21 novembre au Disney Springs et à Downtown Disney.
Le 4 janvier 2019, le cinéma AMC Theatres de Disney Springs annonce une rénovation à partir du 7 janvier avec l'ajout de salles Dine-In et des réfections  des espaces communs. Le 10 janvier 2019, Disney World prévoit d'ouvrir le troisième parking silo du Disney Springs, nommé Grapefruit en février. Le 23 janvier 2019, la société ThinkFoodGroup détenant la franchise de camion-restaurants Pepe by José Andrés prévu pour l'été 2019 son premier restaurant en dur. Le 15 février 2019, l'ouverture du troisième parking nommé Grapefruit et prévu pour fin 2018 est une nouvelle repoussée, cette fois pour mars 2019. Le 27 mars 2019, Disney annonce que l'espace NBA Experience doit ouvrir le 12 août en lieu et place du DisneyQuest. Le 9 avril 2019, Disney World prévoit l'ouverture du troisième parking silo de Disney Springs nommé Grapefruit Garage pour le 16 avril. Le 9 mai 2019, le restaurant Bongos Cuban Cafe fondé par Gloria Estefan en 1997 annonce sa fermeture pour août 2019. Le 7 août 2019, le groupe de restauration Lettuce Entertain You Enterprises (en) basé à Chicago prévoit d'ouvrir un Beatrix à Disney Springs.
Le 12 août 2019, Disney et la NBA ouvre la NBA Experience un espace de 44 000 pieds carrés (4 088 m2) dédié au basketball, en lieu et place du DisneyQuest,. Le restaurant Bongo's Cuban Cafe précise sa date de fermeture définitive au 18 août.

## Le complexe
- Marketplace
- The Landing (remplaçant Pleasure Island)
- Town Center
- West Side

### Town Center
Une fois entré dans Town Center par une arcade depuis le parking Lime (à l'est) ou la garage routière, trois chemins sont possibles. À gauche pour rejoindre West Side, à droite pour rejoindre le Marketplace ou tout droit vers The Landing. En face de l'entrée se trouve le Welcome Center. L'architecture est principalement basée sur le bois et la pierre des ranchs liés à la culture des agrumes en Floride.
- Anthropologie: vêtements et accessoires féminins
- Lacoste: un magasin de la marque Lacoste
- Kate Spade New York: vêtements et accessoires féminins
- Sephora: un magasin de la marque Sephora
- Under Armour: des vêtements sportifs pour femmes, hommes et enfants dans un espace sur deux niveaux
- M·A·C Cosmetics: un magasin de cosmétique de la marque MAC Cosmetics.
- Vince Camuto: un magasin de produits tendances, stylés et innovants
- Vera Bradley: un magasin d'accessoires de modes dont les sacs de la marque Vera Bradley
- Lucky Brand: vêtements en jeans.
- Oakley: un magasin d'optique de la marque Oakley.
- Coca-Cola Store: une boutique de produits estampillé Coca-Cola dans un édifice inspiré par les usines d'embouteillages des années 1920 sur trois niveaux avec un bar-terrasse au dernier étage
- Trophy Room: un magasin d'accessoires de sports fondé par Marcus Jordan, fils du joueur de NBA Michael Jordan
- Alex and Ani: accessoires et bijoux éco-responsables.
- Na Hoku: bijouterie Hawaïenne et du pacifique.
- Shore: vêtements de sport, de natation et de comfort.
- American Threads: vêtements pour femme inspiré de l'esprit américain de liberté
- Volcom: Boutique de vêtements, accessoires et chaussures pour passionnés de surf, skateboard et snowboard.
- Kipling: valises, bagages et accessoires de voyage.
- Francesca’s: vêtements à la mode, chaussures, accessoires, bijoux et cadeaux arrivant quotidiennement en petite quantité.
- Melissa Shoes: chaussures féminines de la marque brésilienne.
- UNOde50: bijouterie madrilène.
- Johnston & Murphy: chaussures pour hommes et femme.
- Everything But Water: maillots de bains et accessoires de plage.
- Free People: prêts-à-porter pour femme.
- Johnny Was: vêtements et accessoires confectionnés à la main dans un style bohème.
- Columbia: marque de vêtements de sport et de loisirs Columbia Sportswear Company
- Sperry: marque de chaussures pour bateau et sandales.
- Luxury of Time by Diamonds International: horlogerie et bijouterie.

Restaurants : 
- D-Luxe Burger, concept de restaurant de burger et viandes géré par Disney
- Amorette’s Patisserie, Patisserie gérée par Disney
- Tablas Frontera, restaurant mexicain conçu par le chef Rick Bayless
- Homecoming, restaurant Florida Kitchen and Shine Bar by Chef Art Smith

### Parkings

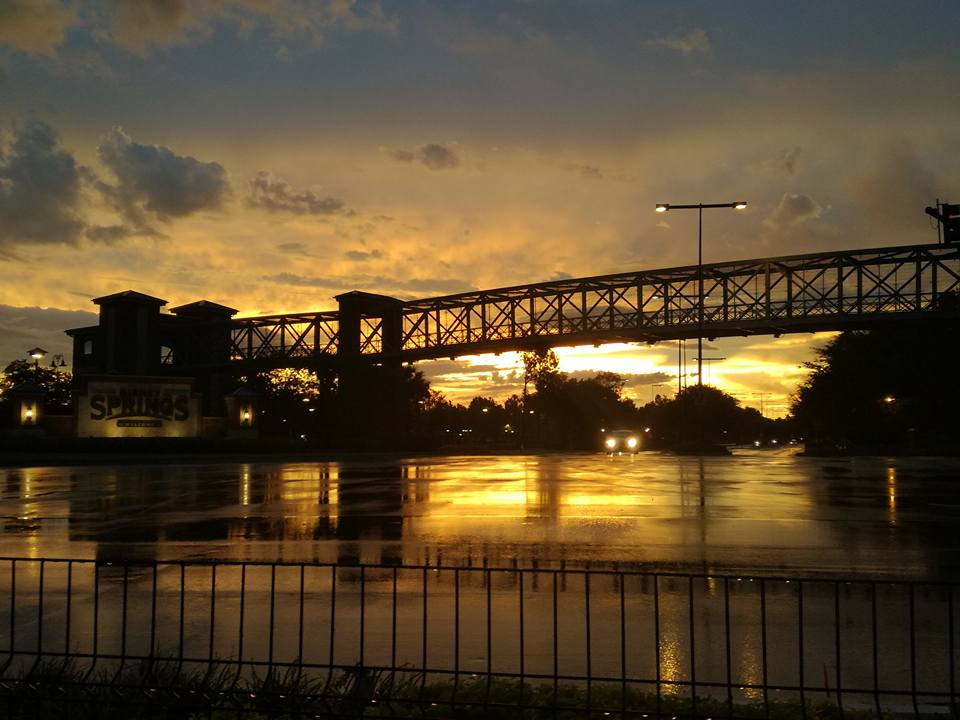
Passerelle reliant un parking au Disney Springs

Afin de satisfaire la demande d'espace de parkings, Disney World a transformé plusieurs parkings de surface ou espaces proches du complexe en parking silo (ou à étages)
- Orange Garage, 5 étages, 4 000 places, annoncé en 2013, ouvert en avril 2019
- Lime Garage, 5 étages, 2 500 places, annoncé en 2013, ouvert en mai 2016
- Grapefruit Garage, 5 étages, 2 000 places, annoncé en 2016, ouvert en 2019